# Філімонов Денис Володимирович
Дени́с Володи́мирович Філімо́нов (нар. 4 січня 1971) — український футболіст, півзахисник. У вищій лізі чемпіонату України провів 140 матчів, забив 24 голи. Найкращий бомбардир української першої ліги сезону 1992 року.

## Біографія
Денис Філімонов — вихованець футбольної школи дніпропетровського «Дніпра», де навчався під керівництвом тренера Володимира Сергійовича Стрижевського. У 1988 році дебютував за дубль «Дніпра». У березні 1989 року провів одну гру за павлоградський «Шахтар» у другій лізі, а в квітні повернувся до Дніпропетровська. 7 травня 1989 дебютував за «Дніпро» у виїзному матчі Кубка Федерації футболу СРСР проти волгоградського «Ротора». За «Дніпро» Філімонов виступав до 1991 року, виступаючи лише за дублюючий склад, у кубку СРСР та кубку федерації. У 1991 році Денис Філімонов пробував потрапити до тираспольського «Тилігула», але так і не зіграв за команду, і в липні перейшов до херсонського «Кристала», за який грав у другій нижчій лізі.
Перед сезоном сезоном 1992 року Володимир Стрижевський запросив свого вихованця до криворізького «Кривбаса». Через кадрові проблеми Стрижевський був змушений використовувати номінального півзахисника Філімонова як нападника, і це принесло результат: пара нападників Денис Філімонов — Геннадій Мороз принесла «Кривбасу» місце у вищій лізі, а сам Філімонов став найкращим бомбардиром української першої ліги сезону.
Взимку 1993 року Денис Філімонов на запрошення президента «Вереса» Валерія Короткова переходить до рівненського клубу, за який грав два роки. З зими 1995 року грає в першоліговій чернівецькій «Буковині», яка боролася за вихід до вищої ліги. У сезоні 1995/96 «Буковина» посіла друге місце і здобула срібні медалі першої ліги. Але оскільки команда так і не підвищилася в класі, Філімонов разом з групою інших кваліфікованих гравців залишає клуб. Він переходить до свого рідного дніпропетровського «Дніпра». У «Дніпрі» Філімонов провів п'ять сезонів з перервою на друге коло чемпіонату 1996/97, коли він виступав за «Кривбас». Починаючи з чемпіонату 1999/2000, він перестає потрапляти до основного складу «Дніпра», а завершив він кар'єру в жовтні 2000 року як гравець «Дніпра-3».